# Batalha do Bétis Superior
A Batalha do Bétis Superior foi uma batalha travada durante a Segunda Guerra Púnica entre as forças cartaginesas e da República Romana em 211 a.C.. Em duas batalhas seguidas, em Cástulo e Ilorci, o exército cartaginês, liderado por Asdrúbal Barca, Magão Barca (irmãos de Aníbal) e Asdrúbal Giscão, enfrentou e derrotou os irmãos Cipião,  Públio e Cneu Cornélio Cipião, que resultaram ambos mortos ao final das duas batalhas.
Antes da derrota, os irmãos já vinham lutando pelos sete anos anteriores na Hispânia (218-211 a.C.) evitando que as tribos iberas pudessem se juntar a Aníbal, que lutava contra Roma na península Itálica.

## Situação estratégica
Depois da derrota de Asdrúbal Barca na Batalha de Dertosa, na primavera de 215 a.C., os romanos haviam conquistado muitos assentamentos ao norte do rio Ebro e tentavam conquistar a lealdade para sua causa das tribos iberas que viviam na região. A partir destas cidades, lançaram vários raides ao território cartaginês ao sul do Ebro e Públio Cipião chegou inclusive a chegar perto de Sagunto em 214 a.C.. Por outro lado, tanto romanos quanto cartagineses se enfrentaram e sufocaram as revoltas iberas em seus próprios territórios.
Os irmãos Cipião não receberam reforços da Itália por causa da pressão que os próprios romanos estavam sofrendo em seu próprio território, onde Aníbal Barca ainda continuava em campanha. Asdrúbal, por outro lado, havia recebido dois novos exércitos, comandados por seu irmão Magão Barca e por Asdrúbal Giscão. Estes novos exércitos lutaram em algumas escaramuças sem resultados decisivos contra os irmãos Cipião entre 215 e 211 a.C.. Os dois conseguiram persuadir o rei da Numídia Ocidental, Sífax, a entrar em guerra contra Cartago em 213 com um exército treinado pelos romanos. Apesar disto, a situação na Península Ibérica já era suficiente estável a ponto de permitir que Asdrúbal zarpasse para a África para lutar contra Sífax entre 213 e 212 a.C.. Ele voltou à Hispânia no final de 212 a.C. trazendo consigo mais 3 000 númidas sob o comando de Masinissa, que seria o futuro rei da Numídia unificada.
Em outras frentes, Aníbal venceu a Primeira Batalha de Cápua, capturou Taranto e manteve seu controle sobre a Lucânia, Brúcio e Apúlia. Os romanos, por outro lado, voltaram a capturar algumas cidades italianas e estavam cercando Cápua e Cerco de Siracusa, na Sicília romana.

## Prelúdio
Os irmãos Cipião contrataram 20 000 mercenários celtiberos para reforçar seu exército de 30 000 legionários na infantaria e 3 000 cavaleiros. Quando os dois souberam que os exércitos cartagineses estavam acampados em lugares diferentes, com Asdrúbal, com 15 000 homens aliados, e Magão e Asdrúbal Giscão, com mais 10 000 homens mais a oeste, planejaram dividir suas forças. Públio assumiu 20 000 soldados romanos e aliados e atacou Magão perto de Cástulo enquanto Cneu, com uma legião dupla (10 000 homens) e os mercenários, atacaram Asdrúbal. A tática levar a duas batalhas menores, a Batalha de Cástulo e a Batalha de Ilorci, que se realizaram com dias de diferença entre uma e outra.
Cneu Cipião chegou antes ao seu objetivo, mas Asdrúbal Barca já havia ordenado que os exércitos de Giscão, Masinissa e Amtorgis, um chefe local aliado, que se unissem a Magão. Asdrúbal manteve sua posição frente a Cneu Cipião, mantendo-se no acampamento fortificado e rapidamente conseguiu subornar os mercenários celtiberos que desertassem o exército romano, o que fez com que seu exército ficasse maior que o de Cneu Cipião.

## Batalha de Cástulo
A medida que Públio Cipião se aproximava de Cástulo, era fustigado incessantemente pela cavalaria ligeira númida, sob o comando de Masinissa. Quando foi informado de que Indíbil, um líder ibero, se movia com 7 500 homens para sua rota de fuga, Públio decidiu não enfrentar Magão e atacar o líder ibero, temendo ser cercado pelos inimigos. Deixou 2 000 soldados no acampamento, sob o comando do legado Tibério Fonteu, e saiu para atacar no meio da noite. Públio Cipião marchou com seu exército a noite toda e pegou os iberos de surpresa ao amanhecer. Graças também à sua vantagem numérica de 18 000 homens contra 7 500, Públio conseguiu a iniciativa, dando início à Batalha de Cástulo. Apesar disto, os iberos conseguiram aguentar o ataque por tempo suficiente, graças principalmente ao caos da batalha e à pouca luz, até a chegada de Masinissa, que Públio acreditava ter eludido, mas que finalmente havia conseguido encontrar os rastros dos romanos.
Com a cavalaria númida atacando pelo flanco, o ataque romano começou a fraquejar. Quando Magão e Asdrúbal Giscão chegaram com seus exércitos, os romanos debandaram e fugiram, deixando Públio e boa parte de seus companheiros mortos no campo de batalha. Magão deu tempo para que os númidas saqueassem os romanos antes de marchar com o exército até a posição de Asdrúbal Barca; alguns dos sobreviventes romanos conseguiram chegar ao seu acampamento.

## Batalha de Ilorci
Cneu Cipião havia já havia perdido sua superioridade numérica depois da deserção dos mercenários celtiberos. Ainda sem conhecer o trágico destino de seu irmão Públio, Cneu já havia decidido retirar-se para o norte da Hispânia quando chegaram Magão e Asdrúbal Giscão com seus exércitos.
Os romanos deixaram seu acampamento em plena noite deixando as fogueiras acesas para se moverem para um local mais seguro às margens do rio Guadalquivir. Apesar da tentativa de fuga, os cavaleiros númidas localizaram os romanos no dia seguinte e eles se viram obrigados a montar uma defesa no alto de uma colina perto de Ilorci, onde passaram à noite. O exército principal cartaginês chegou durante a noite, reunindo num único bloco as forças de Asdrúbal Barca, Asdrúbal Giscão e Magão Barca.
Na chamada Batalha de Ilorci, em uma defesa desesperada, os romanos tentaram criar uma muralha defensiva utilizando seus próprios equipamentos de campanha, pois o terreno era pedregoso demais para que um fosso fosse cavado. Os cartagineses superaram essas defesas improvisadas com facilidade e aniquilaram boa parte do exército romano na batalha que se seguiu, que resultou também na morte de Cneu Cornélio Cipião poucos dias depois da morte do irmão.

## Eventos posteriores
Os romanos que conseguiram fugir foram para o norte do Ebro, onde reuniram um exército composto por cerca de 8 000 soldados. Os comandantes cartagineses, por sua vez, não realizaram nenhuma ação coordenada para eliminar a ameaça representada por estes sobreviventes e nem para enviar ajuda a Aníbal na Itália.
Roma enviou cerca de 10 000 soldados sob o comando do propretor Caio Cláudio Nero no final de 211 a.C. com o objetivo de reforçar o exército na Hispânia. Nero, por sua vez, não conseguiu vitória decisiva alguma e os cartagineses também não realizaram nenhum ataque coordenado sobre os romanos na Península. Os cartagineses lamentariam mais tarde terem desperdiçado esta ocasião, pois, com a chegada de Públio Cornélio Cipião (o futuro "Africano"), filho de Públio Cipião, à frente de mais 10 000 soldados em 210 a.C., os cartagineses seriam derrotados na Batalha de Nova Cartago em 209 a.C..
O fracasso do exércitos cartagineses da Hispânia em eliminar os romanos impediu que Aníbal recebesse reforços no crucial ano de 211 a.C., quando os romanos estavam cercando Cápua, a segunda maior cidade da península Itálica e principal base de Aníbal.